# Вигодський Давид Ісаакович
Давид Вигодський (4 жовтня 1893, Гомель — 27 липня 1943, Карагандинський виправно-трудовий табір (ГУЛАГ)) — білоруський та російський перекладач латиноамериканської, іспанської та української літератури. Перекладав твори Олеся Досвітнього.

## Життєпис
Давид Вигодський народився в Гомелі в сім'ї банківського службовця Айзика Вигодського.
Крім обов'язкових у гімназії німецької, французької, латинської мов, вдома вивчав давньоєврейську, англійську, давньогрецьку.
Після закінчення гімназії у Гомелі із золотою медаллю (1912) продовжив навчання на історико-філологічному факультеті Петербурзького університету. Як критик почав активно друкуватися з 1914 року. У гомельській газеті «Полісся» вів постійну рубрику «Листи з Петрограда». Найбільшу кількість статей у 1914—1917 роках опублікував у журналі «Літопис» та газеті «Нове життя».
Закінчив романо-німецьке відділення університету Петрограду. Після закінчення університету повернувся до Гомеля, де провів кілька років під час Громадянської війни. Випустив збірку поезій «Земля» (1922).
Протягом 1920-х — 1930-х років переклав «Ґолем» Майрінка і ще близько 20 романів французьких, іспанських, німецьких і латиноамериканських письменників, крім численних поетичних творів, був активним учасників Іспано-Американського товариства, що об'єднало велику групу поетів і перекладачів. У 1929 видав книгу «Література Іспанії та Латинської Америки».
Заарештований 14 лютого 1938 року у справі перекладачів. Звинувачувався за ст. 58-8 КК РРФСР (терористичний акт), 58-10 (антирадянська агітація та пропаганда), 58-11 (організаційна діяльність, спрямована на скоєння контрреволюційного злочину). За підсудного в ході процесу клопотали видатні діячі мистецтва, такі як Юрій Тинянов, Борис Лавреньов, Костянтин Федін, Михайло Слонімський, Михайло Зощенко та Віктор Шкловський. Постановою Особливої Наради при НКВС СРСР від 23 липня 1940 був засуджений до п'яти років виправно-трудових таборів. Н. А. Заболоцький згадував: «Давида Вигодського, чесну людину, талановитого письменника, старого, слідчий тягав за бороду і плював йому в обличчя». Останній лист, відправлений Вигодським дружині з табору, був датований 22 липня 1943. Помер на засланні 27 липня 1943. Реабілітований 25 березня 1957.
Архів Вигодського вцілів під час блокади Ленінграда і був розміщений у Публічній бібліотеці.

## Переклади творів Досвітнього московською мовою
- Миссионеры / Пер. с укр. Д. Выгодского. — Л.: Прибой, 1926. — 30 с. Тюнгуй / Пер. с укр. Д. Выгодского. — Л.: Прибой, 1926. — 61 с.